# Sesselbahn Oberdorf–Weissenstein

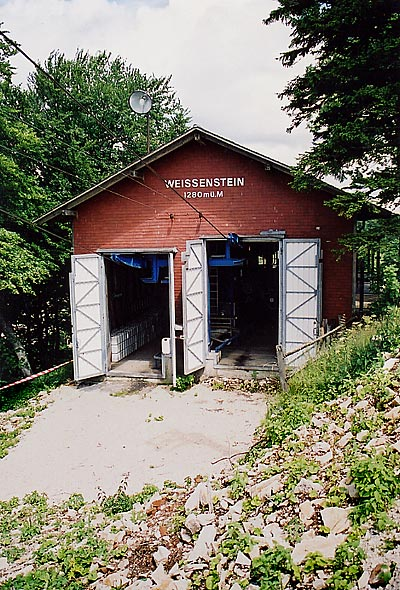
Bergstation (Aufnahme 2001)

Die Sesselbahn Oberdorf–Weissenstein war eine Sesselbahn, die von Oberdorf auf den Weissenstein im Schweizer Kanton Solothurn führte. Sie wurde 1950 nach dem System VR101 der Firma Von Roll errichtet und war seit dem Abbruch der Sesselbahn zum Oeschinensee im Herbst 2008 die letzte erhaltene Sesselbahn dieses Typs in der Schweiz. Sie galt als Technikdenkmal von nationaler Bedeutung. Ihr Betrieb war ab November 2009 eingestellt, der Abbruch erfolgte im Herbst 2013. Die neue Kabinenbahn Oberdorf–Weissenstein nahm im Dezember 2014 den Betrieb auf.

## Geschichte
Seit Beginn des 20. Jahrhunderts wurden zahlreiche Projekte einer Bahn auf den Weissenstein vorgelegt. Zu den Vorschlägen gehörten neben verschiedenen Systemen von Luftseil- und Standseilbahnen eine Zahnradbahn und ein Aufzug, der aus dem Weissensteintunnel der Solothurn-Münster-Bahn im Inneren des Berges auf den Weissenstein geführt hätte. Bis nach dem Zweiten Weltkrieg wurde jedoch nichts davon realisiert. Ende der 1940er Jahre kam es wieder zu konkreten Plänen, die 1950 nach Abwägung verschiedener Luftseilbahnsysteme mit dem Bau einer Sesselbahn umgesetzt wurden. 1994 wurden an der Bahn grössere Erneuerungsarbeiten durchgeführt.

## Technik

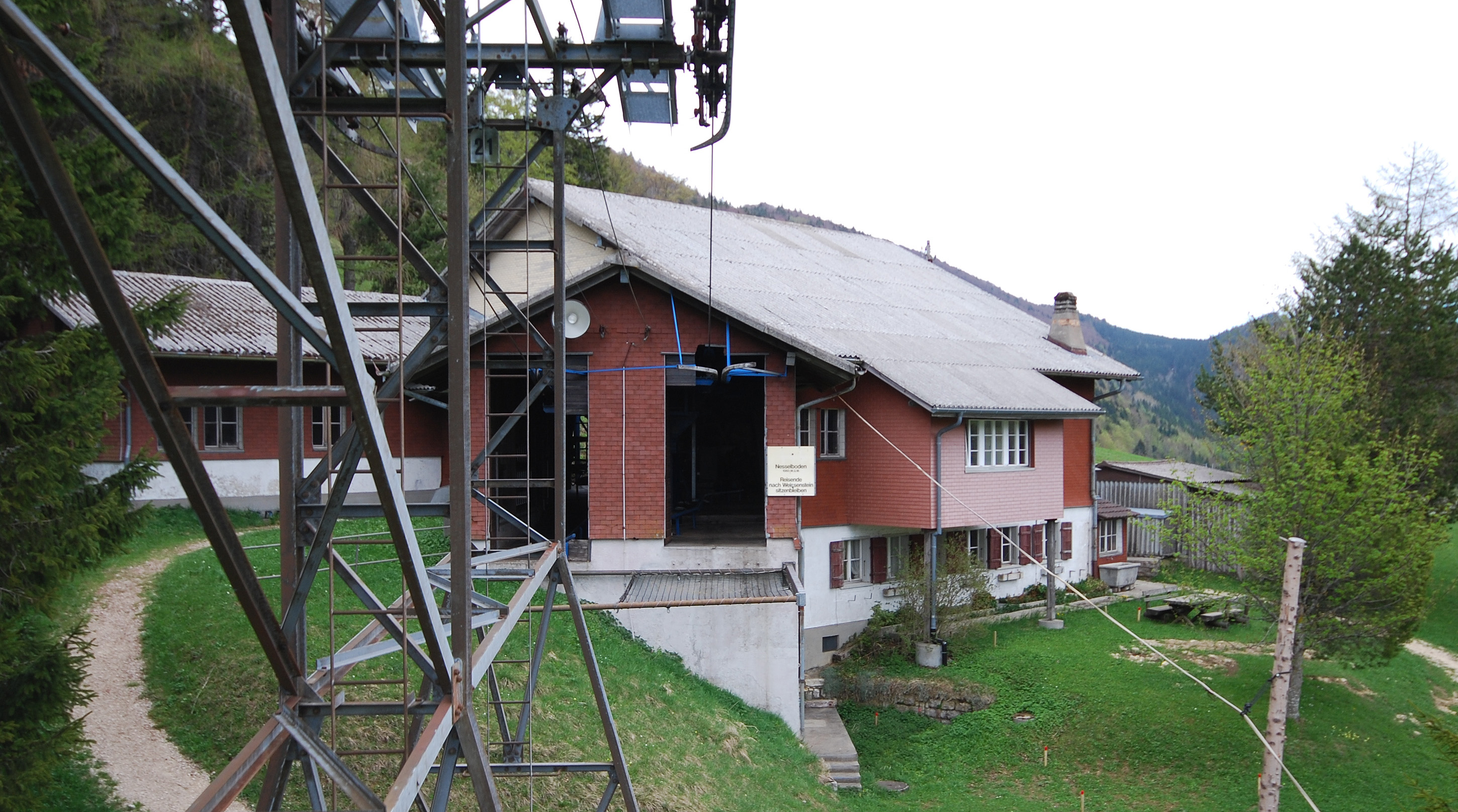
Zwischenstation Nesselboden (Aufnahme 2009)

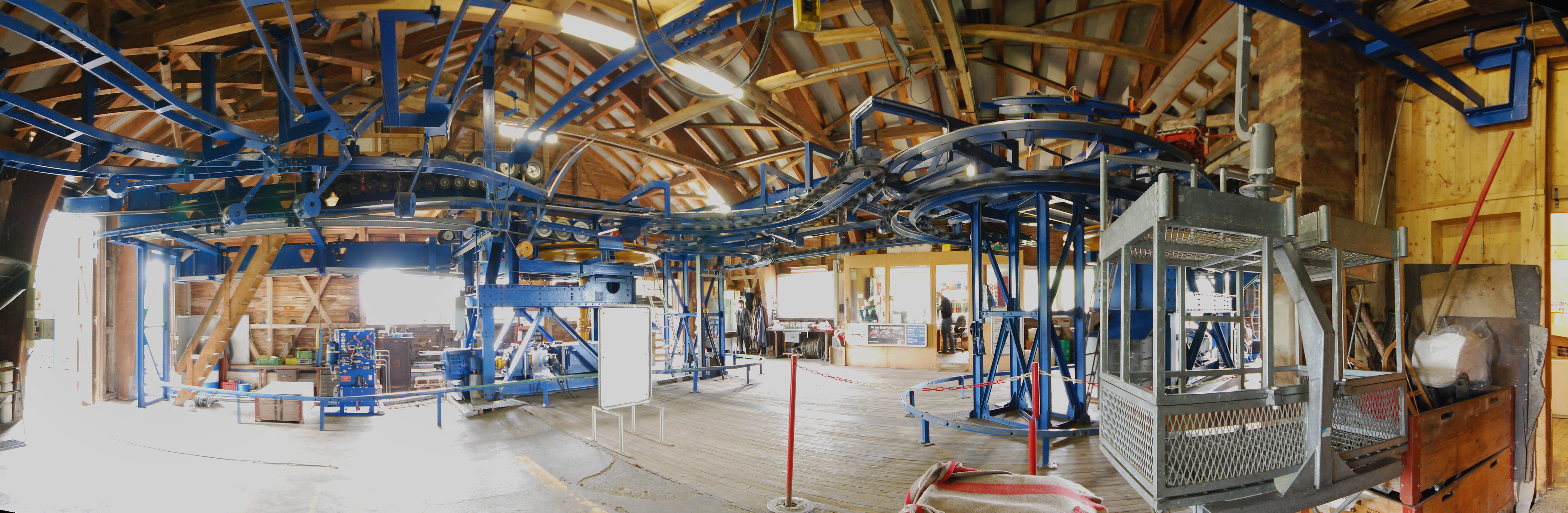
Inneres der Station Nesselboden (Aufnahme 2009)

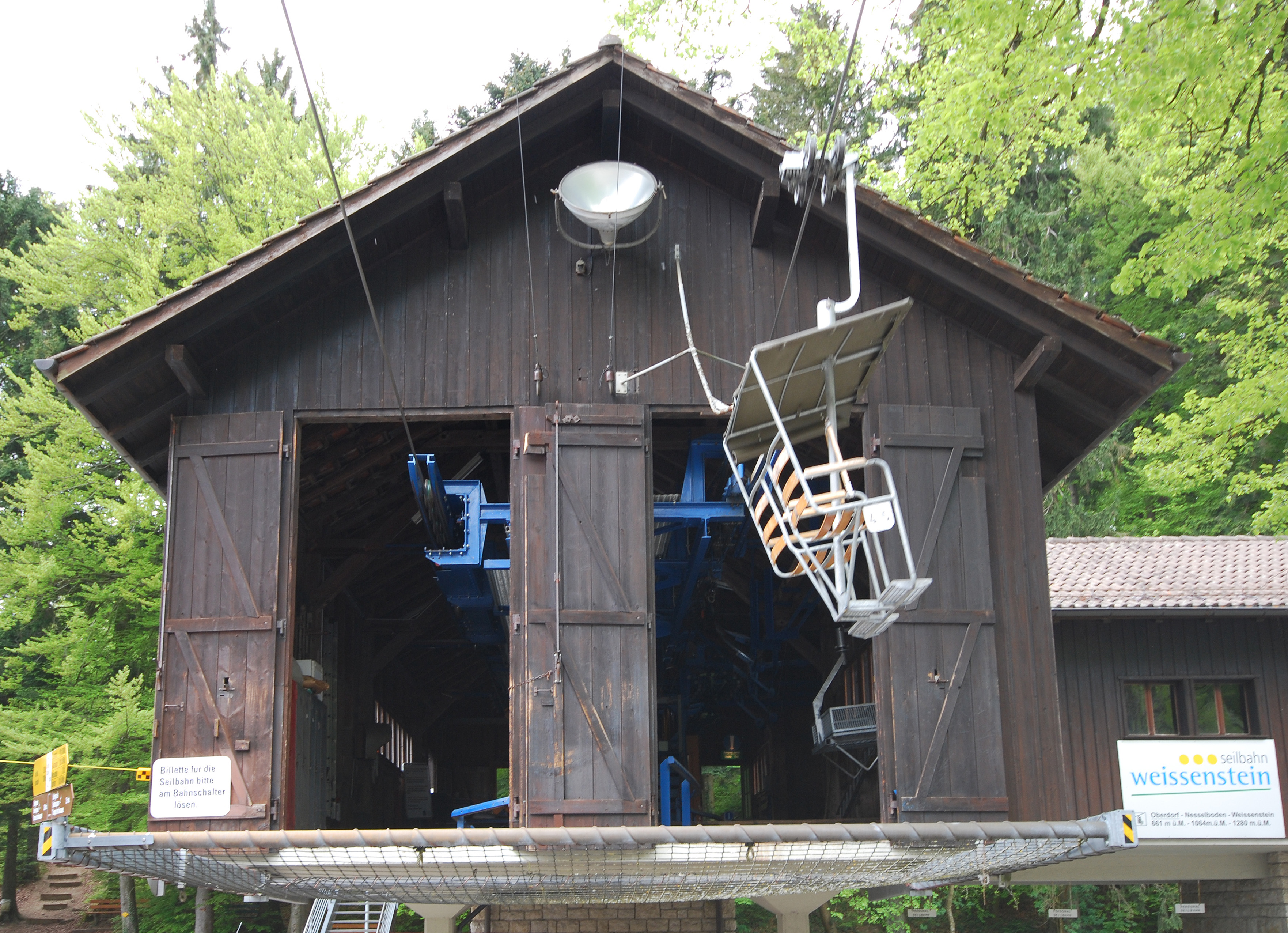
Die Talstation 2009

Die Sesselbahn führte vom Bahnhof Oberdorf SO in zwei Sektionen über die Zwischenstation Nesselboden zum Kurhaus Weissenstein. Es handelte sich um eine kuppelbare Einseil-Umlaufbahn des Systems Von Roll VR 101. Zu den für den Fahrgast auffälligsten Merkmalen gehörten die quer zur Fahrtrichtung stehenden Zweiersessel und der seit der Erneuerung 1994 automatische Weitertransport der Sessel zur nächsten Sektion in der Zwischenstation (zuvor wurden die Sessel manuell zum anderen Seil geschoben). Sie hatte eine Länge von 2369 Metern (davon 1. Sektion 1622 Meter, 2. Sektion 747 Meter) und führte von der Talstation Oberdorf auf 661 m ü. M. zum Hotel Kurhaus Weissenstein auf 1280 m ü. M. Die Zwischenstation lag auf 1064 m ü. M. Die ganze Strecke wurde in 16 Minuten zurückgelegt.

## Bedeutung als Denkmal und Abriss

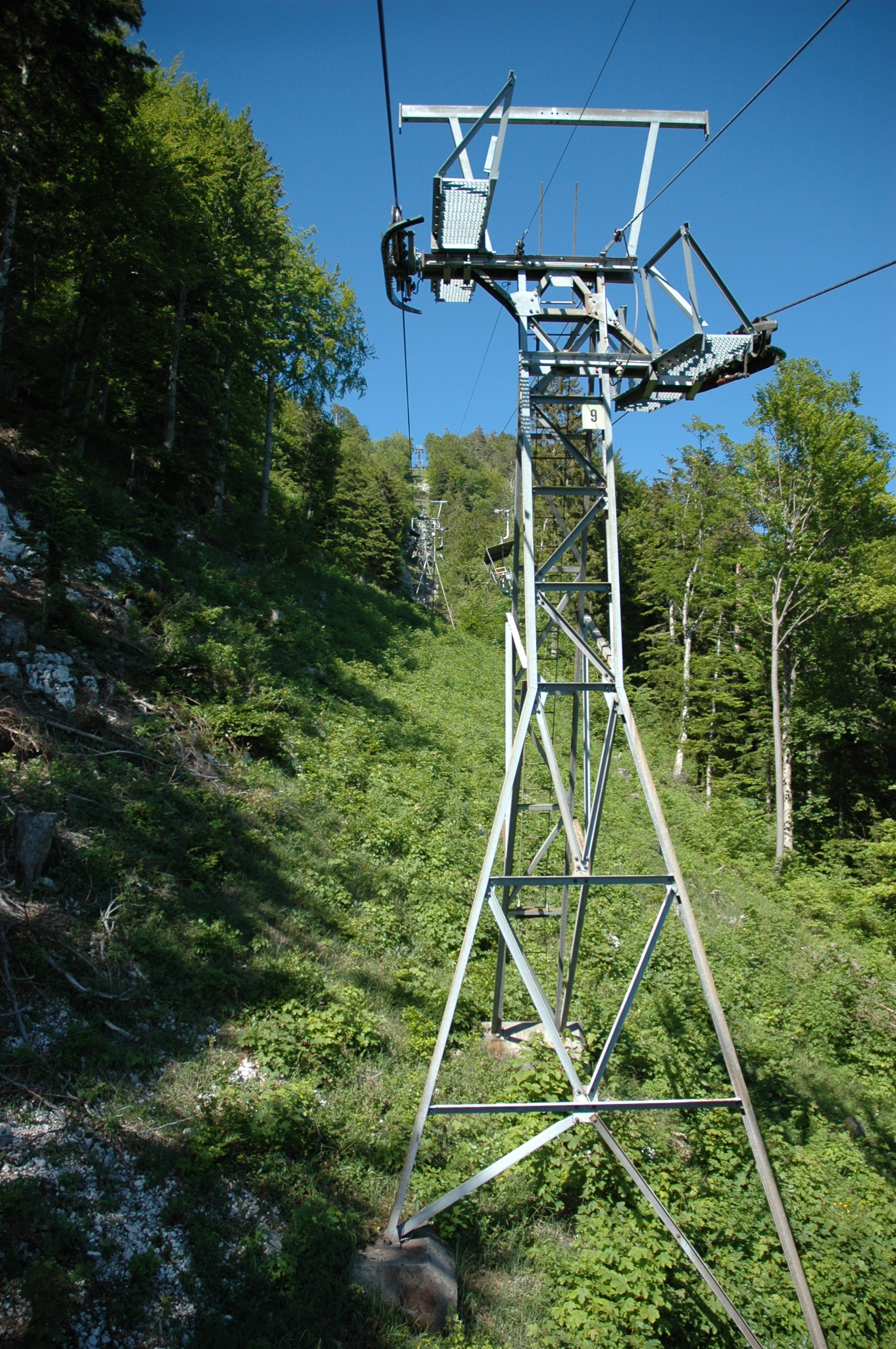
Ein Mast der Sesselbahn

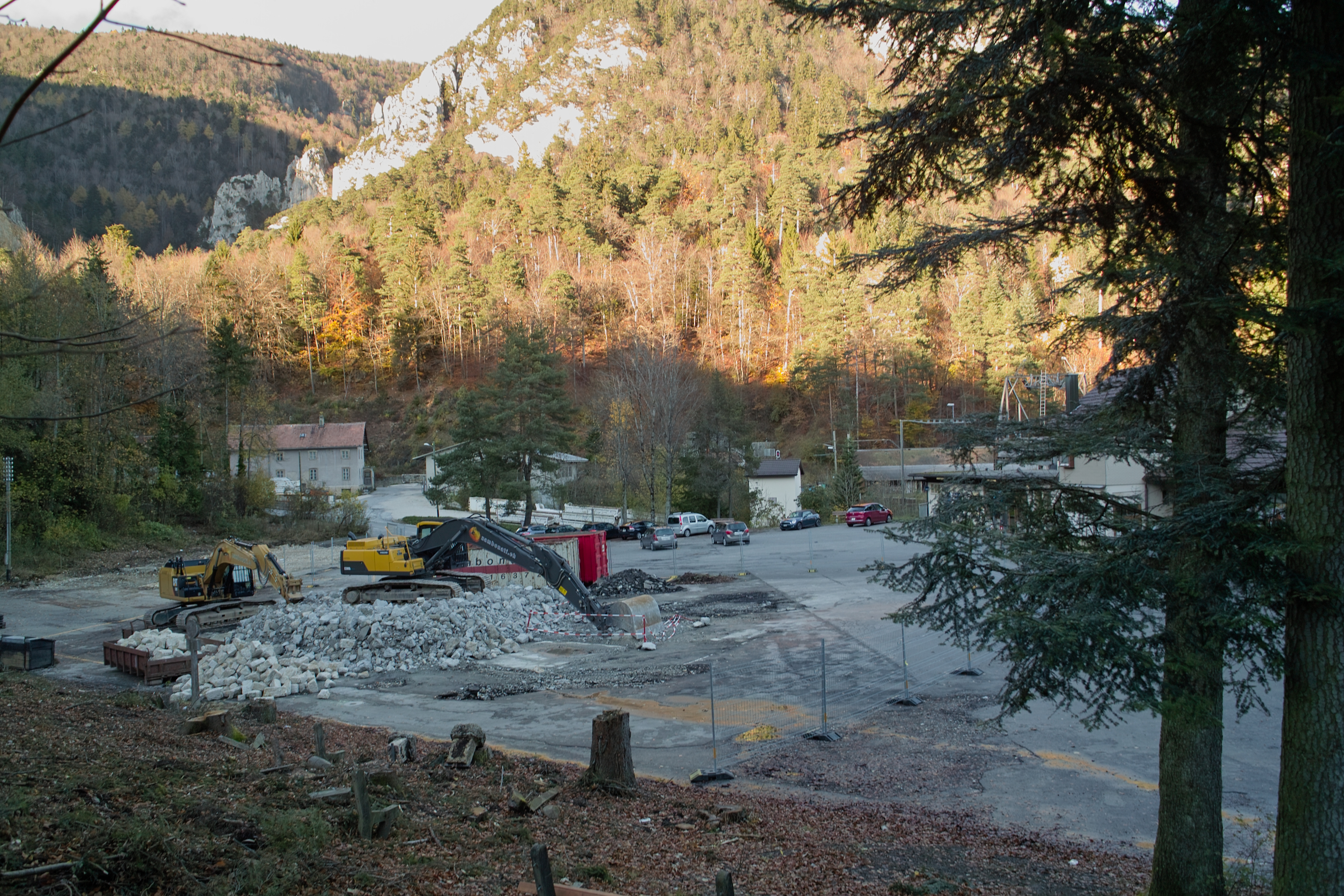
Überreste der Talstation im November 2013

Die Konzession für die Sesselbahn lief Ende 2009 ab. Für einen Weiterbetrieb der Bahn wären wieder umfangreiche Erneuerungsarbeiten notwendig gewesen, um sie den aktuellen Sicherheitsvorschriften des Bundes anzupassen. Die Betreiberin Seilbahn Weissenstein AG war der Ansicht, dass eine solche Erneuerung zu kostspielig wäre und wollte die Sesselbahn daher durch eine Gondelbahn ersetzen. Zugleich wollte sie auf dem Weissenstein weitere Freizeitanlagen errichten. Die in diesem Zusammenhang geplante Sommerrodelbahn und eine Tubing-Anlage konnten jedoch aufgrund des Widerstands des Bundesamts für Raumentwicklung zunächst nicht umgesetzt werden.
Den Vorhaben der Seilbahn Weissenstein AG erwuchs seit ihrer Ankündigung breite Opposition. Gemäss einem Gutachten der Eidgenössischen Natur- und Heimatschutzkommission (ENHK) und der Eidgenössischen Kommission für Denkmalpflege (EKD) vom 10. Juni 2007 sei die Sesselbahn als Denkmal von nationaler Bedeutung nach Artikel 4 des Natur- und Heimatschutzgesetzes einzustufen, da ihr als einziger noch betriebener Zweisektionen-Sesselbahn des Systems Von Roll mit Kuppeltechnik eine zentrale Bedeutung in der schweizerischen Technik- und Fremdenverkehrsgeschichte zukomme. Bereits 2006 sprach sich der Schweizer Heimatschutz gegen das Neubauprojekt aus. Im März 2008 forderte der Heimatschutz den Rückzug der Planauflage, da die Dokumente die Bedeutung der Bahn als Baudenkmal ausblendeten und daher in einem massgeblichen Punkt unvollständig seien.
Im Januar 2008 wurde der Verein Pro Sesseli gegründet, der sich für den Erhalt der Sesselbahn und gegen die zusätzlichen Freizeitanlagen einsetzte. Er reichte am 4. April 2008 einen kantonalen Volksauftrag «Erhalt des historischen Sessellifts und eines intakten Naherholungsraumes Weissenstein» ein.
Das Bundesamt für Verkehr (BAV) hatte der Seilbahn Weissenstein AG aufgrund des hohen Aufwands einer Sanierung der alten Sesselbahn 2004 empfohlen, sich mit einem Neubau zu befassen. Es ging davon aus, dass die Sesselbahn durch die Massnahmen, die für einen Weiterbetrieb notwendig wären, so stark verändert würde, dass es sich um eine Nachbildung und nicht mehr um die historische Sesselbahn handeln würde, und stand damit im Widerspruch zu ENHK und EKD, die davon überzeugt waren, die bestehende Bahn könne so saniert werden, dass ihr Denkmalwert erhalten bliebe.
Das Bundesamt für Kultur kündigte an, sich für den Erhalt der Sesselbahn einzusetzen.
Nachdem der Betrieb der Sesselbahn im November 2009 eingestellt wurde, bekräftigte der Schweizer Heimatschutz zusammen mit seinen Partnern im Mai 2010 ein Übernahmeangebot für die Bahn. Hätte die Seilbahn Weissenstein AG dieses Angebot angenommen, wäre eine Wiederinbetriebnahme der sanierten Sesselbahn nach Aussage des Heimatschutzes bereits 2011 möglich gewesen. Die Besitzerin lehnte einen Verkauf jedoch weiterhin entschieden ab und hielt daran fest, auf jeden Fall eine neue Gondelbahn bauen zu wollen. Ende Januar 2012 erteilte das Bundesamt für Verkehr die Konzession für einen Neubau und bewilligte den Abbruch der Sesselbahn, da es nicht möglich sei, die schützenswerte Originalsubstanz der historischen Bahn bei einer Anpassung an die heutigen Sicherheitsanforderungen zu erhalten. Der Schweizer Heimatschutz focht den Entscheid beim Bundesverwaltungsgericht an, allerdings erfolglos. Anschliessend verzichtete der Heimatschutz darauf, den Entscheid an das Bundesgericht weiterzuziehen. Somit wurde die Bahn abgerissen und durch eine Sechser-Kabinenbahn ersetzt.
Nach der Einstellung des Sesselbahnbetriebs am 2. November 2009 verkehrte jeweils von Frühling bis Herbst an Wochenenden und Feiertagen ein Postauto auf den Weissenstein, ab der Saison 2011 auch mittwochs. Die alte Anlage wurde im Herbst 2013 abgebrochen, woraufhin der Bau der Kabinenbahn Oberdorf–Weissenstein begann. Diese wurde am 20. Dezember 2014 in Betrieb genommen.